# Une nuit de mai
Pour plus de détails, voir Fiche technique et Distribution.
Une nuit de mai, ou Une noyée (Майская ночь, или Утопленница, Maiskaya noch, ili utoplennitsa) est un film soviétique réalisé par Alexandre Rou, sorti en 1952,.

## Fiche technique
- Titre français : Une nuit de mai, ou Une noyée[3]
- Titre original : Майская ночь, или Утопленница, Maïskaia notch, ili Outoplennitsa
- Photographie : Gavriil Egiazarov
- Musique : Sergeï Pototski
- Décors : Piotr Galadjev, Irina Zakharova, F. Alekseienko